# Unfallforschung der Versicherer
Die Unfallforschung der Versicherer (UDV) ist Teil des Gesamtverbands der Deutschen Versicherungswirtschaft (GDV). Sie engagiert sich mittels Forschung, Beratung, Kooperation und Öffentlichkeitsarbeit für die Verbesserung der Sicherheit und die Unfallvermeidung auf deutschen Straßen und kooperiert dabei mit Entscheidungsträgern in der Politik auf nationaler und europäischer Ebene, mit verantwortlichen Behörden und der Polizei sowie Kraftfahrzeugherstellern. Dabei hält sie Informationen für alle Gruppen von Verkehrsteilnehmern bereit und berät bundesweit die Unfallkommissionen. Die UDV ist einer der größten Auftraggeber für universitäre und außeruniversitäre Verkehrssicherheitsforschung in Deutschland. 
Für die Unfallforschung der Versicherer sind 16 Mitarbeiter tätig, ihre Leiterin ist Kirstin Zeidler.

## Aufgaben
Die UDV beteiligt sich erfolgreich an verschiedenen Initiativen zur Reduktion des Unfallrisikos auf den Straßen wie beispielsweise an der Durchsetzung oder Entwicklung
- sicherer Radverkehrsanlage, Alleen und Ampelschaltungen, moderner Fahrerassistenzsysteme, des Motorrad-ABS, der Kindersitzbefestigung ISOFIX und der serienmäßigen Ausrüstung aller Neufahrzeuge mit ESP
- der Untersuchung von Unfallschwerpunkten, der Verringerung des Unfallrisikos jüngerer Verkehrsteilnehmer, des „Fahrradführerscheins“ für Kinder und der Sicherheit von Schulwegen

Dabei analysiert sie reale Unfälle und pflegt die gewonnenen Daten in die Unfalldatenbank der Versicherer (UDB) ein. Aufgrund der umfassenden Datenanalyse können neben Unfallursachen beispielsweise auch technische Sicherheitssysteme auf ihre Wirksamkeit hin untersucht werden, z. B.:
- Abbiegeassistenten, z. B. gegenüber Fußgänger- und Fahrradverkehr
- Elektronisches Stabilitätsprogramm (ESP, -> Fahrdynamikregelung)
- LKW-Fahrerassistenzsysteme
- Notbremsassistent
- Rückfahrassistenten
- Totwinkelwarner
- Spurverlassenswarner

## Geschichte

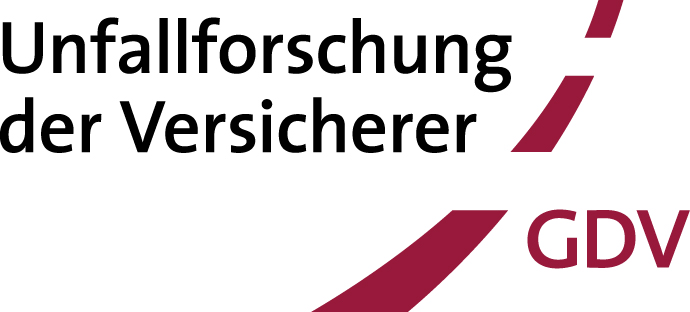
Historisches Logo

Schon in den 1950er Jahren engagierten sich die deutschen Autoversicherer für mehr Verkehrssicherheit. Aus dem 1951 ins Leben gerufenen „Berater für Schadenverhütung“ wurde die Beratungsstelle für Schadenverhütung, die 1997 in Institut für Straßenverkehr Köln (ISK) umbenannt wurde. 1969 entstand in München das Büro für Kfz-Technik, das 1997 zum Institut für Fahrzeugsicherheit München (IFM) wurde. Im Jahr 2002 wurden die Kompetenzen des Instituts für Fahrzeugsicherheit in München und des Instituts für Straßenverkehr (Köln) im Verkehrstechnischen Institut der deutschen Versicherer (VTIV) zusammengeführt. Um den neuen Herausforderungen, Aufgaben und Zielsetzungen noch besser gerecht zu werden, wurde das Verkehrstechnische Institut 2006 in Berlin zur Unfallforschung der Versicherer (UDV). 

## Struktur
Die UDV forscht interdisziplinär zu sämtlichen Aspekten der Verkehrssicherheit und hat dabei den Menschen, die Fahrzeuge und die Straße im Blick. Dafür entwickelt sie ganzheitliche Konzepte. Das spiegelt sich wider in den drei Bereichen:
- Fahrzeug: z. B. mit der Unfallanalyse für verschiedene Fahrzeugarten und Verkehrsteilnehmer zur Ermittlung notwendiger Maßnahmen, der Untersuchung der Wirksamkeit passiver und aktiver Sicherheitssysteme, des Schutzes von Kindern im Auto, der Optimierung der Rettung von Unfallopfern aus Fahrzeugen, der Verbesserung des Schutzes von Insassen in Bussen, der Untersuchung von Unfällen zwischen schweren Lkw mit Fußgängern und Radfahrern, der Analyse des Unfallgeschehens mit Motorradfahrern und der Wirkung optimaler Schutzkleidung
- Straße: z. B. mit der Sicherheitsanalyse von Straßennetzen, der Weiterentwicklung von Infrastrukturmaßnahmen für Fußgänger und Radfahrer, insbesondere für Senioren und Kinder, der Bewertung der Wirksamkeit von Geschwindigkeitsüberwachungsmaßnahmen, der Analyse von Maßnahmen zur Verbesserung der Sicherheit auf Landstraßen, Autobahnen und Stadtstraßen, sowie der Betrachtung der Verkehrssicherheit von Haltestellen des ÖPNV
- Mensch: z. B. mit Schulwegsicherheit für Planer, Eltern und Kinder, Wirkungsanalysen zur Geschwindigkeitsbegrenzung und -überwachung, Entwicklung von Sicherheitsempfehlungen für Radfahrer, Motorradfahrer und LKW-Fahrer, der Rückmeldefahrt von Senioren, der Ablenkung im Fahrzeug und technischen Lösungen zu deren Vermeidung sowie der Reduzierung von Alkoholunfällen durch Alkohol-Interlock-Programme

Finanziert werden die Projekte der Unfallforschung der Versicherer vom Gesamtverband der Deutschen Versicherungswirtschaft. 

## Crashtests (Auswahl)
Die UDV führt regelmäßig Crashtests durch:
- 2024 Verletzungsrisiko von Insassen bei Pkw-Unfällen

- 2024 Schwere Fahrradunfälle auf Landstraßen

- 2024 Kindertransport auf dem Fahrrad

- 2023 Lastenrad gegen Fußgänger

- 2023: Traktoren im Unfallgeschehen
- 2023: Falschfahrer
- 2022: Fußgänger-Radfahrer-Kollision
- 2021: Busevakuierung
- 2020: Dooring
- 2019: LKW/Fußgänger
- 2019: Motorrad
- 2018: Kindersicherung im Auto
- 2018: Sicherheitsgurt
- 2018: Busevakuierung
- 2017: Lkw/Pkw
- 2017: Lkw/Fahrrad
- 2017: PKW/Fußgänger
- 2016: Wohnmobil
- 2015: Rücksitzinsassen
- 2015: Auto/Fahrrad
- 2014: Auffahrunfälle von Motorrädern
- 2013: Quad
- 2013: Abbiegeunfall Auto gegen Fahrrad
- 2012: Motorroller/Auto
- 2012: Gebrauchtwagen alt/neu
- 2011: SUV gegen Pkw
- 2011: Pedelec gegen Auto/Fußgänger/Radfahrer
- 2010: Auto/Fußgänger
- 2010: Sicherheitsabstand
- 2010: Auto gegen Traktor; Motorrad gegen Traktor
- 2008: Segway
- 2008: Auto gegen Baum
- 2007: Leichtkraftfahrzeuge